# 인가오시루역
인가오시루역(중국어: 殷高西路站)은 상하이 바오산구 가오징진 이셴루 인가오시루에 위치한 상하이 지하철 3호선의 고가 상대식 역이다. 인가오시루역은 3호선 북쪽 연장선의 첫 번째 역이다.

## 역 구조

### 층별 구조
| 2층 | 상대식 승강장, 오른쪽 출입문이 열림 | 상대식 승강장, 오른쪽 출입문이 열림               |
| 2층 | ←                                   | ■3호선 상하이 남역 방면 (장완전)                  |
| 2층 | →                                   | ■3호선 장양베이루 방면 (창장난루)                 |
| 2층 | 상대식 승강장, 오른쪽 출입문이 열림 |                                                   |
| 1층 | 대합실                              | 1-2번 출구, 개집표기, 자동매표기, 유인 안내데스크 |

### 대합실
인가오시루역 대합실은 지상층에 있다. 자동 매표기, 서비스 센터, 보안 검색 및 출입 게이트와 화장실이 있다. 대합실 내에는 무장애 엘리베이터와 양쪽 승강장으로 통하는 계단이 설치되어 있다. 또 서쪽 승강장으로 가는 에스컬레이터그 한 쌍이 설치돼 있지만 동쪽 승강장으로 통하는 에스컬레이터는 없다.

### 승강장
인가오시루역에는 2개의 상대식 승강장이 있으며, 3호선용으로 사용되고 있다. 이 중 서측 승강장은 3호선 상하이 남역 방면으로, 동측 승강장은 3호선 장양베이루역 방면으로 이용하였다. 각 승강장에는 난간형 스크린도어와 대합석, 승강장층으로 통하는 계단이 2개 있고, 양쪽 승강장 중앙부에는 무장애 엘리베이터가 설치되어 있으며, 에스컬레이터는 서쪽 승강장에만 설치되어 있다.

### 출입구
은고서로역은 시스템으로는 드물게 출입구가 하나뿐인 역이다.
|           |                                                                                       |      |  |
| 출구 번호 | 출구 위치                                                                             | 사진 |  |
| 1번 출구  | 이셴로(逸仙路) 서측, 인가오 서로(殷高西路) 남측, 출구는 이셴로와 한쪽으로 마주서있다. |      |  |

## 버스 노선
51, 51구간, 52, 99, 116, 132, 502, 552, 552구간, 713, 751, 760, 810, 848, 952, 바오양(宝杨) 부두전용선

## 역 주변
상하이 교통대학교 부속중학교, 바오산구 가오징진 정부, 가오징 1중학교